# فريدريك ميتز
فريدريك ميتز (بالإنجليزية: Frederick Metz)‏ هو مصرفي وسياسي أمريكي، ولد في 1832، وتوفي في 1901.